# Nasa argemonoides
Nasa argemonoides là một loài thực vật có hoa trong họ Loasaceae. Loài này được (Juss.) Weigend mô tả khoa học đầu tiên năm 2006.